# IRAS 19024+0044
IRAS 19024+0044 är en protoplanetarisk nebulosa i stjärnbilden Örnen.